# Alfons van Gelder
Alfons van Gelder (* 8. Oktober 1936 in Oberhausen) war von 1990 bis zu seinem Eintritt in den Ruhestand im Jahr 2001 Richter am Bundesgerichtshof.

## Leben
Nach Beendigung seiner juristischen Ausbildung wurde van Gelder zunächst ab 1965 wissenschaftlicher Assistent an der Philipps-Universität Marburg. 1971 trat er sodann in den Justizdienst des Landes Hessen ein. Im Januar 1972 wurde er zum Richter am Landgericht, im Juni 1979 zum Vorsitzenden Richter am Landgericht ernannt, in welchen Funktionen er jeweils am Landgericht Marburg tätig war.
Am 1. Februar 1990 wurde van Gelder dann zum Richter am Bundesgerichtshof berufen. Das Präsidium des Bundesgerichtshofs wies van Gelder dem XI. Zivilsenat zu, dem er während der gesamten Zeit seiner Tätigkeit beim Bundesgerichtshof angehörte.
Van Gelder ist als Ombudsmann des Bundesverbandes der Deutschen Volksbanken und Raiffeisenbanken tätig.